# Susan Schubert
Susan Schubert (* 16. Juni 1959 in Batoș, Rumänien) ist eine deutsche Sängerin auf dem Gebiet des Schlagers und der volkstümlichen Musik.

## Leben
Schubert gehört der deutschsprachigen Minderheit der Siebenbürger Sachsen an und stand mit sieben Jahren zum ersten Mal auf der Bühne. 1976 gewann sie in Rumänien einen Schlagerwettbewerb. 1978 siedelte sie nach Deutschland um und wurde in den 1980er Jahren von Bernd Meinunger entdeckt.
1985 nahm sie mit dem Titel Sehnsucht nach einem Gefühl, 1991 mit Du bist mehr und 1992 mit Shalalaika an den deutschen Vorentscheidungen zum Grand Prix Eurovision teil. 1997 versuchte sie es dann beim Grand Prix der Volksmusik mit Vino mit Peppino und 2004 mit Mehr als alles auf der Welt, doch konnte sie hier das Finale nicht erreichen.
Zu ihrem Repertoire gehören Schlager, volkstümliche Lieder, Evergreens und melancholische Lieder.

## Titel
- Keine Angst, ich komm’ schon wieder
- Alles halb so schlimm
- Du bist mehr
- Für ein Stück Himmel mit dir
- Flaschenpost aus Hawaii
- Ich bin verrückt nach Dir
- Ich hab Dich geliebt
- Lass mich nochmal
- Mehr als alles auf der Welt
- Nie vergess’ ich unsere Nacht
- Sehnsucht nach einem Gefühl
- Shalalaika
- Viel zu heiß
- Vino mit Peppino
- Weil ich Dich liebe
- Zuviel Tequila, Caballero

## Diskografie

### Alben
- Sehnsucht nach einem Gefühl (Album)
- Lass mich noch mal (Album)
- Weil ich Dich liebe (Album)
- Mehr als Alles auf der Welt (Album/Single)
- Sag ja (Album)

### Singles
- Für ein Stück Himmel mit dir (Single)
- Keine Angst, ich komm schon wieder (Single)
- Wie ein Stein in meinem Schuh (Single)
- Alles halb so schlimm (Single)
- Nie vergess’ ich unsre Nacht (Single)
- Du Casanova (Single)
- Wenn es Nacht wird in Konstanza (Single)
- Mit dem Albatros nach Süden (Single)
- Willst du jetzt schon geh’n (Single)(online)
- Sheila (Single)(online)
- Sag ja, wenn Du willst
- Komm an Bord meiner Liebe